# Chomęciska Duże
Chomęciska Duże (prononciation [ xɔmɛnˈt͡ɕiska ˈduʐɛ]) est un village de la gmina de Stary Zamość, du powiat de Zamość, dans la voïvodie de Lublin, situé dans l'est de la Pologne.
Il se situe à environ 2 kilomètres au sud-est de Stary Zamość (siège de la gmina), 11 kilomètres au nord-ouest de Zamość (siège du powiat) et 65 kilomètres au sud-est de Lublin (capitale de la voïvodie).

## Administration
De 1975 à 1998, le village est attaché administrativement à l'ancienne voïvodie de Zamość.

Depuis 1999, il fait partie de la nouvelle voïvodie de Lublin.